# Dagmálahorn
Dagmálahorn är en bergstopp i republiken Island. Den ligger i regionen Västfjordarna, 240 km norr om huvudstaden Reykjavík. Toppen på Dagmálahorn är 506 meter över havet, eller 109 meter över den omgivande terrängen. Bredden vid basen är 2,5 km.
Trakten runt Dagmálahorn är nära nog obefolkad, med mindre än två invånare per kvadratkilometer. Det finns inga samhällen i närheten.